# Вандерслут, Кортни
Кортни Вандерслут (англ. Courtney Vandersloot; род. 8 февраля 1989 года в Кенте, Вашингтон, США) — американская профессиональная баскетболистка, выступает за команду женской национальной баскетбольной ассоциации «Чикаго Скай», которой и была выбрана на драфте ВНБА 2011 года в первом раунде под общим третьим номером. Играет на позиции разыгрывающего защитника. В 2018 году обновила рекорд по количеству передач в отдельно взятом сезоне, побив результат Тиши Пенишейру, а в 2019 году лишь укрепила его, раздав в одном сезоне 300 передач. Также имеет гражданство Венгрии, за национальную сборную которой выступает на международном уровне.

## Ранние годы
Кортни Вандерслут родилась 8 февраля 1989 года в городе Кент, пригороде Сиэтла, (штат Вашингтон) в семье Билла и Джен Вандерслут, где и училась в средней школе Кентвуд, в которой выступала за местную баскетбольную команду под руководством Кита Хеннига. В предвыпускном классе её команда имела в своём активе баланс побед и поражений 24-5, а сама Кортни набирала в среднем за матч по 18,5 очка, 6,0 подбора, 7,2 передачи и 4,5 перехвата. В выпускном классе команда «Кентвуд Конкерорс» заняла третье место в национальном чемпионате штата Вашингтон, проиграв в одной игре из 29, а Вандерслут стала её самым результативным игроком, набирая в среднем за игру по 26,0 очка, 5,0 подбора, 7,0 передачи и 5,0 перехвата, а также была признана самым ценным игроком турнира, установив рекорд по количеству набранных в нём очков (113). Кроме того она стала лучшим снайпером «Завоевателей», набрав за четыре года 1684 очка. В 2007 году Кортни принимала участие в игре WBCA All-State Washington, в которой участвуют лучшие выпускницы средних школ штата, а ассоциация тренеров штата Вашингтон признала её самым ценным игроком этой встречи. По итогам турнира 2006/2007 годов Вандерслут была признана игроком года штата по версии Seattle Times и была включена в первую сборную всех звёзд штата.

## Студенческая карьера
Ещё летом 2004 года, после завершения первого класса средней школы, Кортни Вандерслут посетила лагерь женской баскетбольной команды университета Гонзага «Гонзага Бульдогс» и сразу влюбилась в то место. Наставник команды, Келли Грейвз, увидел её на практике только в 2006 году, но сразу предложил той следующим летом присоединиться к «Бульдогам». По её собственному признанию она приехала в университет застенчивой ученицей и ей потребовалось целых две недели, чтобы набраться сил и вызвать на разговор, чтобы спросить совета, величайшего разыгрывающего защитника в истории команды, члена Зала славы баскетбола, Джона Стоктона, с которым впоследствии работала на протяжении всей своей студенческой карьеры. Уже в своём дебютном сезоне она набирала в среднем за игру по 10,7 очка, 5,7 передачи и 1,9 перехвата, за что была признана новичком года конференции WCC, а также включена в первую сборную всех звёзд WCC. «Загс» выиграли регулярный сезон конференции WCC с балансом игр 13-1, получив первый номер посева на турнире WCC, но проиграли в финале команде «Сан-Диего Торерос» и не попали в турнир NCAA, играя вместо этого на турнире WNIT. Там «Бульдогс» в первом раунде разгромили команду «УК Дэвис Аггис» со счётом 81-60, однако уже на следующем этапе уступили команде «Колорадо Баффалос» со счётом 68-82.
В сезоне 2008/2009 годов Кортни установила рекорд «Загс» по количеству передач в отдельно взятом сезоне (239), отдавая в регулярке по 7,3 передачи в среднем за матч, а также стала третьим снайпером конференции, забивая по 16,4 очка за встречу, за что по его итогам была признана игроком года конференции WCC и вновь включена в первую сборную всех звёзд WCC. Затем «Гонзага» выиграли турнир WCC, взяв реванш за прошлогоднее поражение у «Сан-Диего Торерос» (66-55), а Вандерслут была признана его самым ценным игроком. В турнире NCAA «Загс» в первом раунде переиграли команду «Ксавьер Маскетирс» со счётом 74-59, но уже на следующей стадии в упорной борьбе уступили команде «Питтсбург Пантерс» со счётом 60-65.
В сезоне 2009/2010 годов Кортни стала лидером первого дивизиона NCAA по передачам, раздавая по 9,4 передачи в среднем за игру, а также установила рекорд конференции West Coast. Помимо этого она обновила свой же рекорд по количеству передач в отдельно взятом сезоне (321), а также установила рекорды «Бульдогс» и конференции WCC по количеству передач за карьеру (751) и рекорд «Загс» по количеству перехватов за карьеру (252). По его итогам она вновь была признана игроком года конференции WCC и в третий раз включена в первую сборную всех звёзд WCC. Затем «Гонзага» повторно выиграли турнир WCC, разгромив в финале команду «Пеппердайн Вейвз» со счётом 76-48, Вандерслут же опять была признана его самым ценным игроком. В турнире NCAA «Загс» прошли на одну стадию дальше, чем в прошлом году, с трудом обыграв «Северная Каролина Тар Хилз» и «Техас A&M Аггис», а в 1/8 финала проиграли команде «Ксавьер Маскетирс» со счётом 56-74, у которой выиграли в прошлом году.
В выпускном сезоне Вандерслут вновь стала лидером первого дивизиона NCAA по передачам, отдавая по 10,2 передачи в среднем за игру, а также обновила свой же рекорд конференции West Coast. Помимо этого она во второй раз обновила свой же рекорд по количеству передач в отдельно взятом сезоне (367), обновила рекорды «Гонзага» и конференции WCC по количеству передач за карьеру (1118) и рекорд «Загс» по количеству перехватов за карьеру (366), а также установила рекорд клуба по количеству набранных очков в отдельно взятом сезоне (712). По его итогам она в третий раз кряду была признана игроком года конференции WCC и в четвёртый раз подряд включена в первую сборную всех звёзд WCC. Затем «Гонзага» в третий раз выиграли турнир WCC, разгромив в финале команду «Сент-Мэрис Гейлс» со счётом 72-46, а Кортни вновь была признана его самым ценным игроком, став первым игроком конференции, выигравшим этот титул трижды.
В турнире NCAA «Бульдоги» были посеяны лишь под одиннадцатым номером, но имели преимущество в первых двух раундах, так как выступали на домашней арене «Маккарти Атлетик-центр» и в полной мере воспользовались этой прерогативой. В первом раунде «Гонзага» в упорной борьбе обыграли команду «Айова Хокайс» со счётом 92-86, в котором Кортни набрала рекордные в карьере 34 очка. На следующей стадии «Загс» обыграли команду «УКЛА Брюинз» со счётом 89-75, в которой она забила 29 очков и отдала 17 передач, установив рекорд турнира первого дивизиона NCAA по количеству совершённых передач в отдельно взятой его игре, побив всего на одну передачу бывшее достижение. Кроме того во время этой игры Вандерслут стала первым игроком в истории первого дивизиона NCAA, как среди мужчин, так и женщин, набравшим за карьеру более 2000 очков и 1000 передач. Победив «УКЛА», «Бульдогс» во второй раз подряд вышли в региональный турнир, встречи которого проводились на «Спокан-арене», находящейся менее чем в трёх километрах от «Маккарти Атлетик-центра», домашней арены юниорского хоккейного клуба Спокана «Спокан Чифс», выступающего в Западной хоккейной лиге, на которой «Загс» играли с 1995 по 2004 годы.

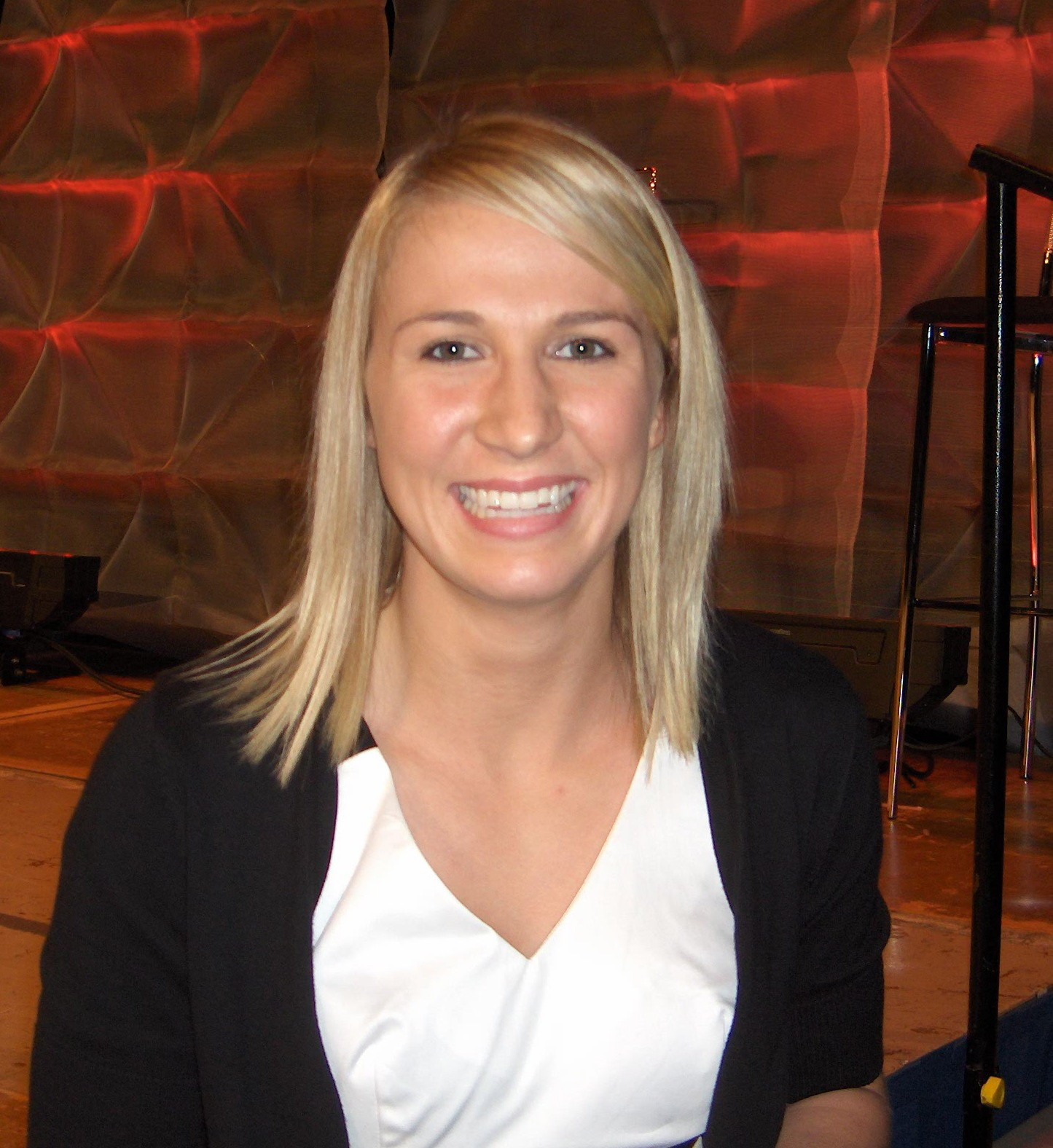
Кортни Вандерслут на церемонии вручения призов WBCA, проходившей в «Индиана Конвеншн-центре» в Индианаполисе (4 апреля 2011 года)

В 1/8 финала «Бульдоги» выиграли у команды «Луисвилл Кардиналс» со счётом 76-69, в которой Вандерслут набрала 29 очков, сделала 7 передач и 7 перехватов, установив рекорд первого дивизиона NCAA по количеству совершённых передач в отдельно взятом сезоне (358), побив достижение Сьюзи Макконнелл (355). «Бульдогс» стала командой с самым низким номером посева, когда-либо достигшей регионального финала в женском турнире. «Гонзага» не смогли выйти в «Финал четырёх», уступив по всем статьям в четвертьфинале турнира, ставшим лучшим в истории «Загс», команде сестёр Огвумике «Стэнфорд Кардинал» со счётом 60-83, в котором Кортни набрала 25 очков и отдала 9 передач. В конечном же итоге Вандерслут за свою карьеру забила 2073 очка (15,2 в среднем за игру) и сделала 1118 передач (8,2).
Кортни Вандерслут стала одним из украшений сезона 2010/2011 годов, по итогам которого она завоевала приз имени Фрэнсис Померой Нейсмит, а также стала обладательницей приза имени Нэнси Либерман. Кроме того она также была включена в несколько всеамериканских команд. Вандерслут стала первой баскетболисткой конференции West Coast, вошедшей во вторую всеамериканскую сборную по версии Associated Press, а также пятой женщиной, включённой в команду Wooden All-America, ещё одной привилегии, которой раньше никогда не удостаивался игрок WCC. И наконец Кортни вошла во всеамериканскую сборную по версии USBWA, став первым игроком «Бульдогс», удостоенным этой чести, а также стала первым игроком WCC, включённой в команду State Farm Coaches All-America.
Влияние Кортни на программу «Гонзаги» можно измерить ещё одной статистической выкладкой — посещаемостью домашних матчей. За год до того, как она прибыла в Спокан, домашнюю арену «Бульдогс» посещали 1492 зрителя в среднем за встречу, которая составлялась во время попадания «Загс» в свой первый турнир NCAA. В сезоне 2009/2010 годов посещаемость матчей увеличилась до 2935 болельщиков и вновь поднялась до 3824 поклонников в выпускном сезоне, а арену «Маккарти Атлетик-центр» дважды арендовали для проведения игр турнира NCAA.

## Профессиональная карьера
В 2011 году Вандерслут выставила свою кандидатуру на ярмарку талантов ВНБА, на которой она считалась одним из самых перспективных игроков. Основными же предметами беспокойства для претендентов на неё являлись относительно небольшой размер игрока (173 см), а также её навыки в защите, несмотря на то, что она была одним из главных специалистов последнего турнира NCAA по перехватам (4,5 в среднем за игру). Тем не менее она считалась с большой долей вероятности быть выбрана в числе первых семи пиков и в конечном итоге была задрафтована под общим третьим номером командой «Чикаго Скай». Одним из показателей её возможного высокого драфта было то, что главный тренер «Индианы Фивер» Лин Данн, чей клуб нуждался в сезоне 2011 года в хорошем разыгрывающем защитнике, подписала ещё в феврале Шеннон Боббитт, будучи убеждённой, что Кортни будет выбрана до девятого номера, под которым должна была выбирать «Фивер».
В составе новой команды Вандерслут дебютировала 4 июня 2011 года в проигранной со счётом 57:65 встрече против клуба «Индиана Фивер», выйдя на площадку со скамейки запасных и набрав за 29 минут 7 очков и 7 передач. Лучшим матчем в своём первом сезоне в ВНБА стала уже следующая победная встреча против клуба «Коннектикут Сан» со счётом 78:75, в которой Кортни играла уже в стартовой пятёрке, набрав 18 очков и раздав 5 передач. Всего же в своём дебютном сезоне она провела в стартовом составе 26 игр из 34, набирая в среднем за матч по 6,5 очка, 2,0 подбора и 3,7 передачи (одиннадцатая в ассоциации и вторая среди новичков), став пятым по результативности игроком своего клуба, за что по его итогам была включена в сборную новичков ВНБА, получив от главных тренеров команд десять голосов из одиннадцати возможных. Кроме этого по итогам голосования среди главных тренеров клубов, входящих в конференцию, Кортни сразу же была выбрана на матч всех звёзд ВНБА в качестве резервиста сборной Востока, по итогам которого Вандерслут набрала 8 очков, совершила 3 подбора и отдала 2 передачи, чем помогла своей команде в упорной борьбе победить сборную Запада со счётом 118-113.
По ходу сезона 2011 года Кортни Вандерслут подписала контракт с турецким клубом «Бешикташ». Поскольку сезон в женской НБА проводится в северном полушарии летом, традиционном межсезонье для баскетбола во всём мире, многие игроки ассоциации играют в заокеанских лигах в течение обычного сезона и возвращаются в свои команды летом. Сезон 2014 года стал для неё и для клуба «Чикаго Скай» самым успешным в карьере, потому что в нём она впервые сыграла в финале турнира. «Чикаго» в первом раунде обыграл клуб «Атланта Дрим» со счётом 2-1, затем в полуфинале с тем же счётом — команду «Индиана Фивер», однако в финале в серии до трёх побед без борьбы проиграл команде «Финикс Меркури» со счётом 0-3, а сама Кортни по итогам плей-офф стала шестым по результативности игроком своей команды, набрав в девяти играх 65 очков, совершила 21 подбор и раздала 58 передач (по 7,2, 2,3 и 6,4 в среднем за игру). По итогам следующего чемпионата она впервые была включена во вторую сборную всех звёзд женской НБА, набрав 388 очков, 115 подборов и 198 передач (по 11,4, 3,4 и 5,8 в среднем за игру).
Сезон 2017 года оказался для Вандерслут лучшим по среднему набору очков за встречу (11,5), кроме того она во второй раз стала лидером регулярного чемпионата ВНБА по передачам и попутно установила рекорд по среднему количеству ассистов за матч в отдельно взятом сезоне (8,1), покорив достижение Тиши Пенишейру (8,0) в сезоне 2002 года, а также отдала наибольшее количество передач в течение пятнадцати игр (149). Однако, несмотря на её усилия, команда «Чикаго Скай» завершила сезон с отрицательным балансом побед и поражений (12-22) и впервые за четыре года не попала в плей-офф.
С 2018 по 2022 года выступала за российский клуб «УГМК».

## Личная жизнь
27 декабря 2018 года Вандерслут зарегистрировала брак с одноклубницей по «Чикаго Скай», Элли Куигли. Брак был заключён в Сиэтле, около родного города Кент, штат Вашингтон.